# セアト・アテカ
アテカ (ATECA) は、セアトが製造・販売する自動車。

## 概要
セアト・アルテアの後継モデルとして開発された。2011年と2015年のジュネーブモーターショーでコンセプトモデルが発表された。
2016年6月、ユーロNCAPがアテカの衝突安全テストの結果から最高評価である5つ星に指定した。

## 車名
「アテカ」は、スペイン王国アラゴン州にある街「アテカ」に由来する。